# Panelantenne

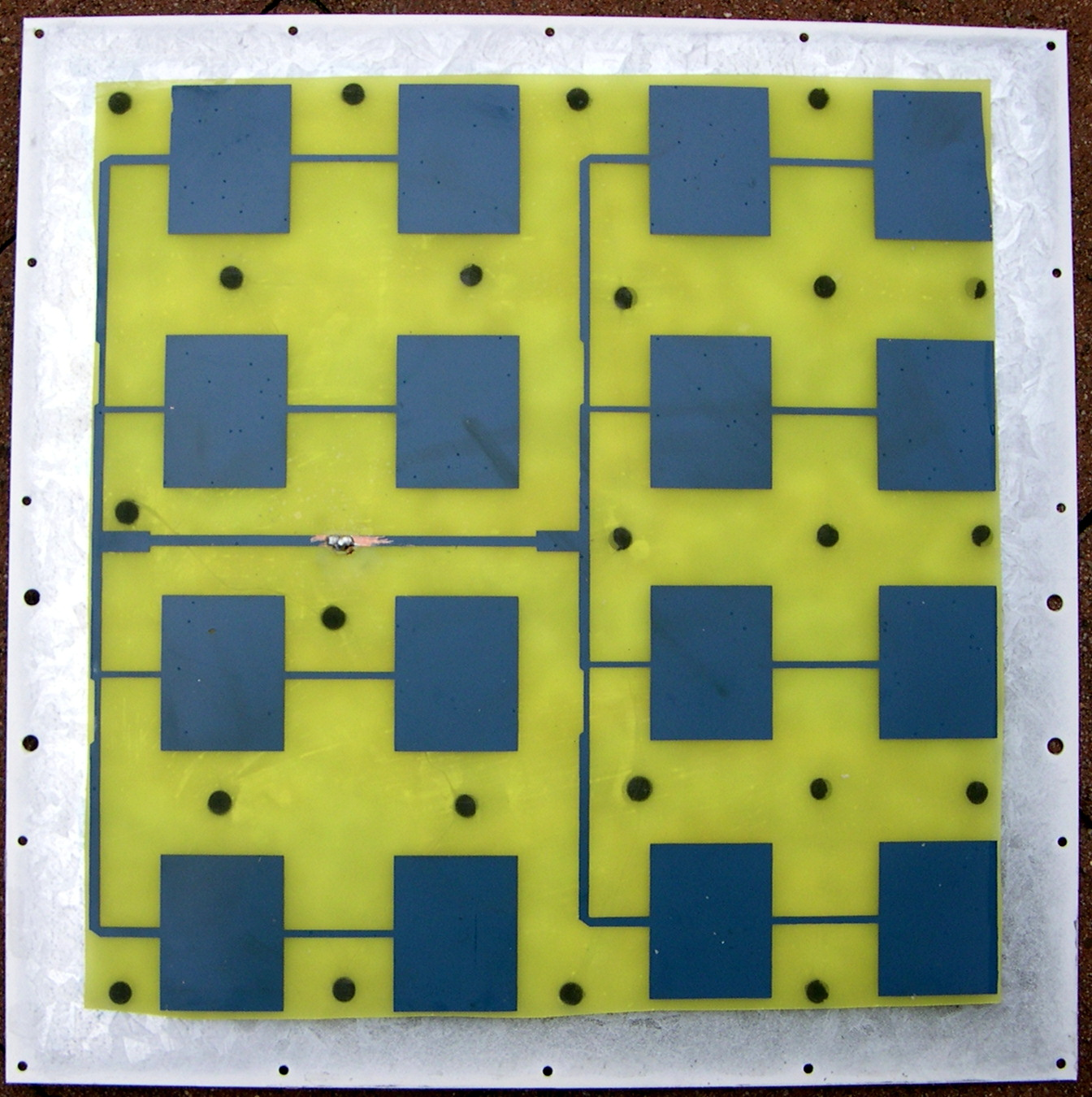
Panelantenne für W-LAN: Strahlerelemente-Array und dessen Speisung über Streifenleitungen

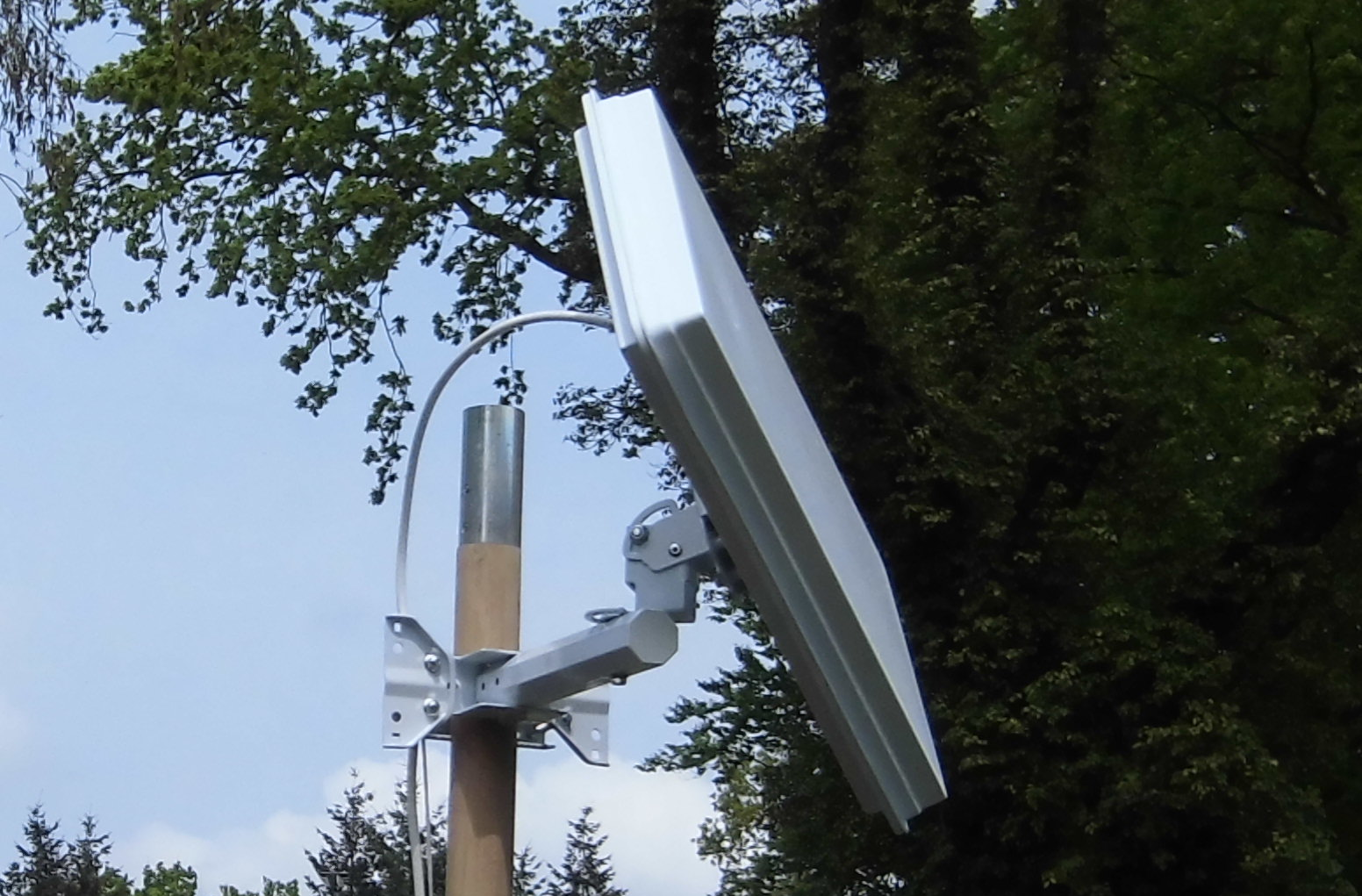
Panelantenne für TV-Empfang

Eine Panelantenne (englisch flat antenna, auch micro strip antenna) ist eine Flachantenne mit gerichteter Strahlungscharakteristik, welche nicht – wie bei Parabolantennen – durch Brennpunktfokussierung, sondern durch Interferenz der Wellen  einzelner in einer Ebene ausgerichteter Erregerelemente als Array (Gruppe) erreicht wird. Die Fokussierung wird hier also durch Überlagerung der Erregerwelle jedes einzelnen Elementes erreicht.
In der mobilen Übertragungstechnik hat sie den Vorteil, dass sie für die Bewegung abgeklappt werden kann und so die Windangriffsfläche minimiert wird. Für den Satelliten-TV-Empfang hat sie ähnliche Vorteile wie die Parabol-Offset-Antenne (Abfluss von Regenwasser, geringer Halt für Eis und Schnee).
Sie wird unter anderem für W-LANs und allgemein bei Richtfunkverbindungen im Innen- sowie Außenbereich sowie zum Satellitenempfang eingesetzt.
Im 2,4-GHz-ISM-Band erreichen passive Panelantennen einen Antennengewinn zwischen 12 dBi und 18 dBi. Aktive Panelantennen mit eingebautem Antennenverstärker erreichen je nach Größe 10 dBi bis über 22 dBi.
Die Abstrahlwinkel liegen je nach Frequenz und Fläche bei weniger als 8° bis 70°. Die Impedanz beträgt in der Regel 50 Ω.
Die Strahlungselemente werden hierzu einzeln durch verzweigte, impedanz- und laufzeitangepasste Streifenleitungen phasenrichtig versorgt. Oft bestehen die einzelnen Elemente aus Patchantennen.
Für den Empfang von TV-Satelliten werden auch polarisationsumschaltbare Antennen dieser Bauart angeboten. Bei diesen liegen die vertikal bzw. horizontal polarisierten Strahler-Arrays – von einer Isolationsschicht und einem Polarisationsfilter getrennt –  hintereinander.  Diese Antennen sind in verschiedenen Größen mit einer Empfangsleistung, die gängigen Parabol-Offset-Antennen mit 40 cm Durchmesser (Antennengewinn ca. 32 dBi bis 33 dBi) bis 60 cm (laut Herstellerangaben, entspräche 35 dBi bis 36 dBi) gleichkommt, verfügbar. Sie finden vorwiegend im nicht-stationären Bereich (Freizeitfahrzeuge, Camping) Verwendung. Ein weiterer Einsatz bietet sich an, wenn Antennen unauffällig bleiben müssen (Balkon). In Verbindung mit einem geeigneten „Stuhlgestell“ sollen manche Ausführungen auf den ersten Blick den Eindruck einer Stuhllehne hinterlassen.